# 330e division de fusiliers
Pour les articles homonymes, voir 330e division.
La 330e division de fusiliers (russe : 330-я стрелковая дивизия) est une division d'infanterie de l'Armée rouge pendant la Seconde Guerre mondiale.
Créée à la fin de l'été 1941, dans le cadre de la constitution massive de nouvelles formations de combat soviétiques à cette époque. Elle participe à la défense de Toula dans la 10e armée peu après avoir atteint le front et est resté dans cette armée pendant une longue période, jusqu'en avril 1944. Elle combat jusqu'en 1943 dans l'offensive pour la libération de l'ouest de la Russie, puis dans la destruction du groupe d'armées du Centre à l'été 1944, se distinguant lors de la libération de Mogiliov en juin. En 1945, les hommes et les femmes de la 330e prennent part à l'offensive Vistule-Oder à travers la Pologne et en Poméranie, puis finalement aux combats au nord de Berlin. La division termine la guerre avec les plus hautes récompenses mais est dissoute peu de temps après.

## Création
La 330e division de fusiliers commence à se former en août 1941, à Toula dans le district militaire de Moscou. Il était basé sur le premier chtat (tableau d'organisation et d'équipement) de guerre pour les divisions de fusiliers soviétiques. Son premier commandant, le Maj. Andrei Petrovich Voevodin, est nommé le 5 septembre, mais il s'agit d'une disposition temporaire, et il est remplacé par le colonel. Gavriil Dmitrievich Sokolov dix jours plus tard. L'ordre de bataille de base de la 330e division est le suivant :
- 1109e régiment de fusiliers
- 1111e régiment de fusiliers
- 1113e régiment de fusiliers
- 890e régiment d'artillerie [3]

La division est une divisions à peine formées et entraînées affectées en octobre à la 10e armée (de réserve) dans la réserve du haut commandement suprême. À cette époque, il était noté qu'il était composé à 90% de ressortissants russes. La 10e armée est déployée fin novembre à l'ouest de la rivière Oka, en aval de Kachira, pour défendre à la fois Kolomna et Riazan face à la 2e armée Panzer.

## Bataille de Moscou
La 330e entre en action en décembre, attaquant au sud de Toula sur le front occidental. Dès le 6 décembre, elle se bat pour contourner la ville de Mikhaïlov par le nord. À la fin du 7 décembre, Mikhaïlov est libérée, en collaboration avec les 323e et 328e divisions de fusiliers. Le matin du 11 décembre, la division est l'une des cinq divisions de premier échelon de l'armée à recevoir l'ordre d'atteindre la ligne gare d'Ouzlovaïa - Bogoroditsk - Kouzovka d'ici la fin de la journée. la 330e combat des détachements ennemis couvrant leur retrait le long de la ligne Khlopovo - Rogatchevka et préparant une nouvelle attaque vers le sud. L'effort russe fait reculer l'ennemi et, le 13, la division occupe le vallon au sud-est d'Urvanki. Du 7 au 13 décembre, la division a parcouru en moyenne neuf kilomètres par jour, un rythme plus élevé que tout autre dans la 10e armée.
La division reste dans la 10e armée tout au long des années 1942 et 1943. Après le printemps 1942, cette armée rejoint sur un secteur relativement calme du front, où la division peut se reconstruire et remédier à ses carences d'origine en équipement et en entraînement. Le colonel Sokolov reste à la tête de la division jusqu'au 5 octobre, date à laquelle il cède son poste au colonel Youri Mikhaïlovitch Prokovev pendant la majeure partie du mois. Sokolov reprend le commandement le 2 novembre et le 14 février 1943, il est promu au grade de général de division. Le 25 février, le front occidental reçoit l'ordre de préparer une offensive des 10e et 50e armée (ru) en direction de Roslavl et Ielnia mais cet n'ordre n'est jamais été réalisé, en raison des développements au sud.

## Batailles pour Smolensk et la Biélorussie
Le 4 août, le général Sokolov passe le commandement au colonel Ivan Ivanovitch Oborine. la 330e prend part à l'opération Souvorov, l'offensive brutale vers l'ouest en direction de Smolensk, qui commence le 7 août, mais dans laquelle la 10e armée n'est engagée que trois jours plus tard. Le 10 août, le commandant du front occidental, le général V. D. Sokolovsky, ordonne à l'armée d'attaquer au nord-ouest de son saillant autour de Kirov contre le 56e Panzer Corps. Le commandement de la 4e armée allemande ne s'attend pas à une attaque de cette direction, et trois divisions de fusiliers, les 247e, 290e et 330e, percent le flanc gauche de la 321e division d'infanterie et avancent de 5 km le premier jour. C'est la première percée réalisée dans l'offensive, mais la 10e armée n'a pas de réserve mobile pour l'exploiter. La 9e Panzerdivision reçoit l'ordre d'intervenir, mais avant qu'elle ne puisse arriver, les divisions soviétiques ont commencé à prendre à tenaille la 131e division d'infanterie, et le flanc droit de la 4e armée allemande se replie sur sa seconde ligne.
Plus tard ce mois-là, la division est affectée au 38e corps de fusiliers. Le colonel Oborine est remplacé par le colonel Vladimir Aleksandrovitch Goussev le 27 septembre. Goussev commandera la division pendant toute la durée de la guerre et sera promu au grade de général de division le 13 septembre 1944.
Début octobre 1943, alors que le front occidental essaie pour la première fois de libérer Orsha, la 10e armée est sur le flanc gauche du front et le 38e corps se déploie dans des positions dans le coude de la rivière Pronia au sud-est de Tchaoussy. En novembre, la division est retirée dans la réserve du haut commandement suprême pour être reconstruite. En décembre elle est de retour au front, maintenant affectée au 70e corps de fusiliers. Au début de janvier 1944, ce corps dépasse la Pronia, débordant Chausy bien au sud et à l'ouest. Au sud de la 10e armée, les 3e et 50e armées faisaient des gains substantiels en direction de Bykhov. Par conséquent, le front occidental ordonne à la 10e armée de mener une attaque à deux volets contre les défenses du XIIe corps d'armée allemand au nord et au sud de Tchaoussy. L'attaque sur le flanc nord débute le 3 janvier, mais ne gagne que 1,5 à 2 km en deux jours de combat. Dans le sud, le 70e corps n'est pas engagé car le 38e corps placé en pointe ne parvient pas à percer et toute l'opération est arrêtée le 8 janvier 
Fin mars, la 10e armée est transférée au 1er front biélorusse et le 70e corps est désormais situé au nord-est de Tchaoussy. Le général général Constantin Rokossovski commande une nouvelle tentative de prendre Tchaoussy avec les 10e et 50e armées, prévue le 25 mars. En l'occurrence, la 330e, attaquant aux côtés de la 290e division de fusiliers au nord de la ville, ne réussit pas à progresser.
Début avril, la 10e armée repasse sous le commandement du front de l'Ouest, puis est replacée en réserve du haut commandement suprême. Plus tard ce mois-là, le Front est divisée en 2e et 3e fronts biélorusses. La 10e armée est alors dissoute, son quartier général devenant celui du 2e front biélorusse et ses divisions étant affectées à la 49e armée de ce même front. La 340e restera dans ce front pendant toute la durée de la guerre.
Début juin, la 330e était toujours dans le 70e corps de fusiliers de la 49e armée, mais avant le début de l'opération Bagration le 23 juin, la division est transférée au 62e corps de fusiliers de la même armée. Le 25 juin, la 330e participe à la libération longtemps retardée de Chaussy, sur la route de Moguilev. Après d'intenses combats par des éléments des 49e et 50e armées, Moguilev est prise le 28 juin et la division reçoit le nom de la ville à titre honorifique.
Le 10 juillet, la division reçoit l'Ordre du Drapeau rouge en reconnaissance de son rôle dans la libération de ces mêmes villes. 

## Avance
Quelques jours plus tard, la division est de nouveau transférée, cette fois au 121e corps de fusiliers de la 50e armée. la 330e restera dans cette armée jusqu'en janvier 1945, servant également dans les 69e et 81e corps de fusiliers. Pendant l'avancée du 2e front biélorusse dans l'ouest de la Pologne et l'est de l'Allemagne, la division est une unité de réserve, affectée à la réserve du front, la 70e armée, et également dans le 70e corps de la 49e armée. La division termine la guerre au 70e corps, à Gransee, au nord de Berlin.

## Après la guerre
Les hommes et les femmes de la 330e terminent la guerre avec le titre officiel de 330e division de fusiliers, Mogiliov, ordre du Drapeau rouge (russe : 330-я стрелковая Могилёвская Краснознамённая дивизия). Le 4 juin, la division reçoit l'Ordre de Souvorov pour son action dans les combats pour Stettin, Penkun, Gartz, Krzekov et Schwedt dans ce qui est maintenant le nord-est de l'Allemagne/nord-ouest de la Pologne ;  puis également l'Ordre de Koutouzov peu avant son démantèlement. Selon l'ordonnance STAVKA n ° 11095 du 29 mai 1945, partie 6, la 330e est répertoriée comme l'une des divisions de fusiliers à dissoudre. Elle est dissoute en Allemagne, conformément à la directive, au cours de l'été 1945. 